# Йога-сутри
Йога-сутра Патанджалі (санскр. पातञ्जलयोगसूत्राणि pātañjalayogasūtrāṇi IAST) — текст, складений санскритом, в яких надано деякі визначення основних понять йоги. Вона належить до індійських писань сутр, написаних в період династії Маур'їв. Йога — одна із ортодоксальних шкіл індійської філософії. «Йога-сутра» має основоположне значення для філософії та практики йоґи.

## Компіляція
Текст Патанджалі датується II століттям до н. е. — V ст н. е. Вважається, що перу Патанджалі належить також трактат із граматики санскриту «Махабхасья».
Існує також і думка, що Йога-сутри не належать одному автору, а є компіляцією фрагментів інших творів. Індолог Аксел Майкельс вважає, що періодом компіляції сутр було III—II століття до н.д., а на думку Ґевіна Флада період написання ще ширший — від I століття до н.д. до VI століття анно доміні.
Думку про компіляційний характер йога-сутри підримує також к.ф.н. А. Сафронов, та аргументує її у виступу у Києво-Могилянській Академії.

## Філософські корені та значення
Сутри ґрунтуються на фундаменті філософії самкх'я. В них також відчувається вплив Упанішад, буддистських та джайністських ідей.
П'ять принципів ями збігаються із п'ятьма головними обітницями джайнізму. Водночас вісім щаблів йоґи нагадують восьмиричний шлях Будди.

## Текст
Патанджалі розділив сутри на чотири частини (пада). Загалом вони містять 196 шлок.
- Глава 1. Про зосередженні (самадхи-пада), 51 сутра. Автор дає пояснення йоґи та шляхів досягнення стану самадхі.
- Глава 2. Про способи здійснення (садхана-пада), 55 сутр. Вводить поняття крія-йоги (йоги дією) та аштанга-йоґи (восьми частин йоґи).
- Глава 3. Про найращщі здібності (вибхути-пада), 56 сутр. Глава розповідає про можливості, які дає йога.
- Глава 4. Про абсолютне звільнення (кайвалья-пада), 34 сутри. Описує природу звільнення (мокші) та трансцедентний стан, що виникає внаслідок звільнення.

## Переклади та дослідження
- Йога Сутри українською [Архівовано 11 листопада 2017 у Wayback Machine.]. Переклад А. Пахомова.
- Йога-Сутри Патанджалі з коментарями Аліси Бейлі (український переклад)
- (рос.)Йога сутра Патанджали: коментар сучасного практика — Андрій Сафронов. [Архівовано 21 вересня 2014 у Wayback Machine.]
- The Yoga-system of Patanjali or the Ancient Hindu Doctrine of Concentration of Mind. Transl. by J. H. Woods. (Harvard Oriental Series, vol. 17). Cambridge (Mass.), 1914.
- Yoga Sutras / пер. на англ Ч. Джонстона. — 1912.
- Класична йога («Йога-сутри» Патанджалі і «В'яса-бхашья») / пер. з санскриту Є. П. Островської та В. І. Рудого. — М.: Наука (ГРВЛ), 1992. — 264 с. — (Пам'ятки писемності Сходу).
- Йога-сутри Патанджалі. Переклад з санскриту, передмова і кому. Б. Загуменнова, 1991.
- Афоризми йога Патанджалі. Свамі Вівекананда. «Йога-сутри» у викладі Вівекананди, переклад з англійської Я. Попова. В кн .: С. Вівекананда. Раджа-Йога і афоризми йога Патанджалі. Сосниця, 1906.
- Йога-сутри Патанджалі з коментарями Шрі Крішнамачарьі. Т. К. В. Десікачар. Серія: Антологія Йоги. Видавництва: Екслібрис, Janus Books, 2002.
- Психологія Йоги. Новий переклад і тлумачення Йога-Сутр Патанджали. Раммурті Мішра. Переклад Д. Бурби і М. Осиновського під ред. В. Вінницького. — К.: «Софія», М.: ІД «Геліос», 2002.
- Йога-сутра Патанджалі. Коментарі. Лекції, прочитані Свамі Сатьянанда Сарасваті. Біхарської школа Йоги, Мунгер, Біхар, Індія, Мінськ. ВЕДАНТАМАЛА, 2006.